# Comuna Bărcănești, Prahova
Bărcănești este o comună în județul Prahova, Muntenia, România, formată din satele Bărcănești (reședința), Ghighiu, Pușcași, Românești și Tătărani.

## Așezare
Comuna este situată la sud de orașul Ploiești și este traversată de șoseaua națională DN1 care vine de la București și duce către Brașov, precum și de autostrada București–Ploiești, care are aici nodul de legătură cu DN1. Din DN1, la Bărcănești se ramifică șoseaua națională DN1A care ocolește Ploieștiul pe la est, ducând către Vălenii de Munte și Brașov, iar din aceasta — șoselele județene DJ101G, care duce înspre Ploiești; și DJ101D care duce către Râfov și mai departe în județul Ilfov la Nuci.

## Demografie
Componența etnică a comunei Bărcănești
     Români (87,38%)
     Romi (2,74%)
     Alte etnii (0,07%)
     Necunoscută (9,82%)
Componența confesională a comunei Bărcănești
     Ortodocși (86,92%)
     Alte religii (2,55%)
     Necunoscută (10,53%)
Conform recensământului efectuat în 2021, populația comunei Bărcănești se ridică la 8.762 de locuitori, în scădere față de recensământul anterior din 2011, când fuseseră înregistrați 9.384 de locuitori. Majoritatea locuitorilor sunt români (87,38%), cu o minoritate de romi (2,74%), iar pentru 9,82% nu se cunoaște apartenența etnică. Din punct de vedere confesional, majoritatea locuitorilor sunt ortodocși (86,92%), iar pentru 10,53% nu se cunoaște apartenența confesională.

## Politică și administrație
Comuna Bărcănești este administrată de un primar și un consiliu local compus din 15 consilieri. Primarul, Gheorghe-Daniel Apostol[*], de la Partidul Național Liberal, este în funcție din 1 noiembrie 2024. Începând cu alegerile locale din 2024, consiliul local are următoarea componență pe partide politice:
|  | Partid                          | Consilieri | Componența Consiliului | Componența Consiliului | Componența Consiliului | Componența Consiliului | Componența Consiliului | Componența Consiliului |
|  | ------------------------------- | ---------- | ---------------------- | ---------------------- | ---------------------- | ---------------------- | ---------------------- | ---------------------- |
|  | Partidul Național Liberal       | 6          |                        |                        |                        |                        |                        |                        |
|  | Partidul Social Democrat        | 5          |                        |                        |                        |                        |                        |                        |
|  | Alianța pentru Unirea Românilor | 3          |                        |                        |                        |                        |                        |                        |
|  | Alianța Pmp - Forța Dreptei     | 1          |                        |                        |                        |                        |                        |                        |

## Istorie
În 1898, comuna era în plasa Crivina, județul Prahova era formată doar din satul de reședință, cu 502 locuitori, o biserică fondată în 1838 de Scarlat Bărcănescu, și o școală înființată în 1890, funcționând într-o clădire deținută de același Scarlat Bărcănescu, cu 45 de elevi (din care 2 fete). Satele celelalte făceau parte din alte comune din plasa Crivina. Astfel, comuna Românești era formată din satele Românești și Pușcași, avea 794 de locuitori, o școală și o biserică datând din 1792. Comuna Tătărani era formată dintr-un singur sat, având 683 de locuitori, o școală și o biserică zidită la 1744 de jupân Gherghiceanu și jupâneasa Joița și renovată în 1830. Pe teritoriul acestei comune se afla și un eleșteu pe pârâurile Recelea și Calda, eleșteu amenajat de Cotman Vel Mihalache Cornescu, care se ocupase și de renovarea bisericii în 1830. Satul Ghighiu făcea parte din comuna Corlătești.
În 1925, Anuarul Socec consemnează comunele Bărcănești și Tătărani în aceeași plasă, în timp ce comuna Românești fusese desființată. Comuna Bărcănești avea 2076 de locuitori în satele Bărcănești și Românești, iar comuna Tătărani — 987. 
În 1938, satele se găseau în aceeași configurație, dar în plasa Ploiești a județului. După reorganizarea administrativă din 1950, au fost arondate orașului regional Ploiești, reședință a regiunii Prahova și apoi a regiunii Ploiești. În 1968, județul Prahova a fost reînființat și comuna Bărcănești a înglobat, în cadrul acestuia, și fosta comună Tătărani, precum și satul Ghighiu din altă comună desființată, Corlătești.

## Monumente istorice
În comuna Bărcănești se află ruinele conacului Brâncoveanu-Mavrocordat (secolele al XVIII-lea–al XIX-lea) din Tătărani; dar și mănăstirea Ghighiu (1817, 1856–1866), al cărui ansamblu cuprinde biserica mare „Izvorul Tămăduirii” (1866), biserica mică „Învierea Sfântului Lazăr” (1817), chiliile de pe laturile de sud și vest, turnul-clopotniță și zidul de incintă (1856). Ambele sunt clasificate ca monumente istorice de arhitectură de interes național.
În rest, un singur alt obiectiv din comună este inclus în lista monumentelor istorice din județul Prahova ca monument de interes local — situl arheologic de la fostul CAP din satul Românești, unde s-a descoperit o necropolă de incinerație din Halstattul târziu (cultura Ferigile-Bârsești).